# 小行星23608
小行星23608（23608 Alpiapuane）是一颗绕太阳运转的小行星，为主小行星带小行星。该小行星于1996年1月19日发现。

## 轨道参数
小行星23608的轨道半长轴为382 683 712 km，2.5580462 UA，离心率为0.129。